# 第三不列颠大队
拉丁語： ("第三不列顛大隊")是一支混合步兵和騎兵的羅馬輔助部隊。該大隊在不列颠尼亞行省組成和招募，輔助兵的兵源除了凱爾特布立吞人外，可能包括移居當地的高盧人，這支部隊在羅馬軍人退伍狀和碑文中被記錄。

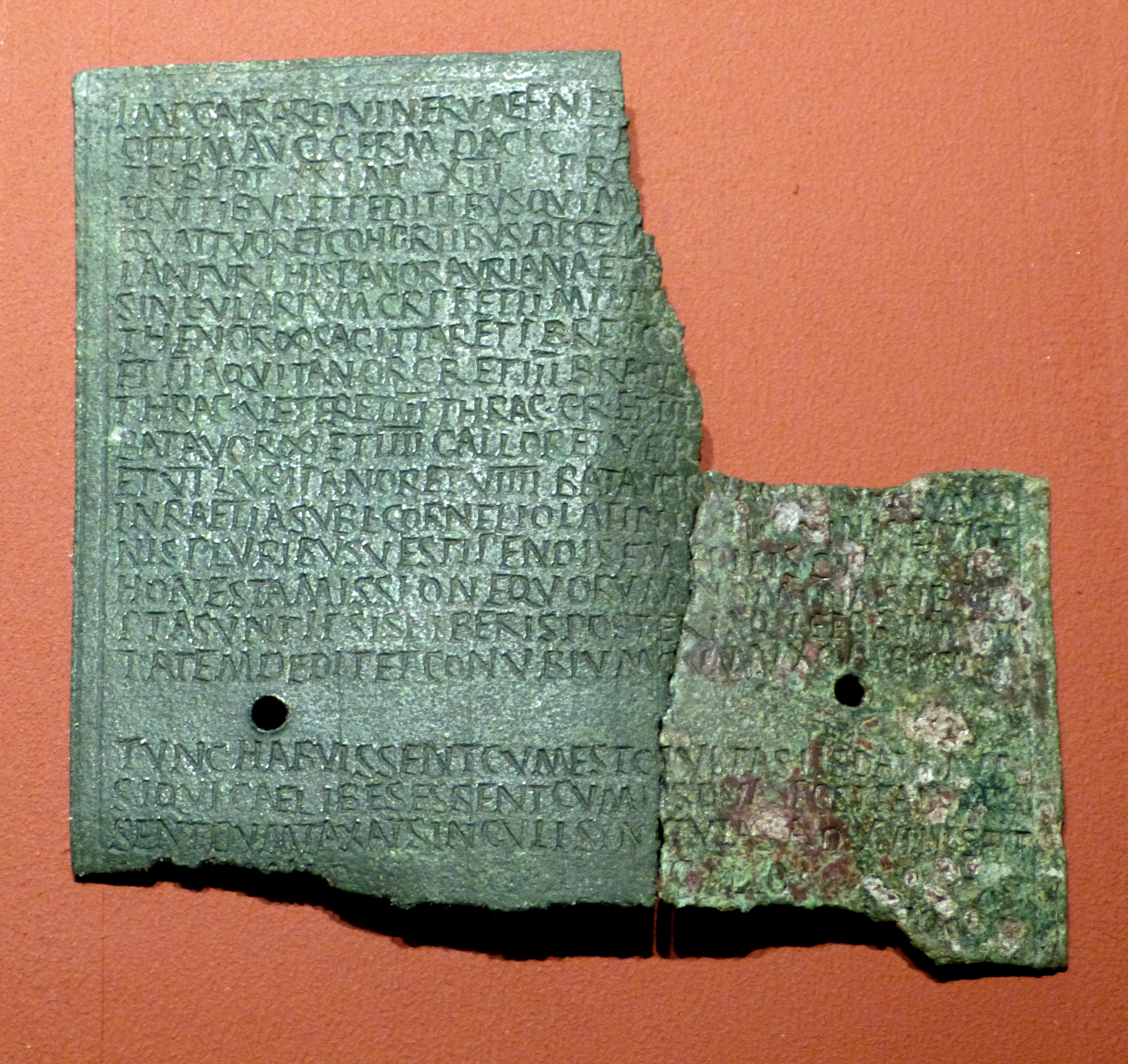
公元116年的退伍狀

大隊可能在公元69年前已經移駐到雷蒂亞行省，駐地可能是位於現今雷根斯堡的Kastell Kumpfmühl堡壘和上日耳曼-雷蒂亞界牆附近的布格薩拉赫堡(Burgus Burgsalach)。 隨後可能參加了69年凱基納·阿列安努斯鎮壓海爾維第人的起義，並隨凱基納率領的一支大軍進入義大利北部。維斯帕先在四帝之年勝出後返回雷蒂亞行省駐地。 第三不列顛大隊作為雷蒂亞行省駐軍的證據出現於86年和107至116年的退伍狀的碑文記錄中。 最後一次記錄第三不列顛大隊是公元4世紀末至5世紀初的百官志。